# Garmin
Garmin Ltd. — производитель GPS-навигационной техники и умных часов. Навигаторы Garmin предназначены для различных сфер применения, включая автомобильное, авиационное, морское, туристическое и спортивное оборудование, а также оборудование для беспроводных приложений.

## История
Компания была основана в 1989 году в городе Ленекса (Канзас), США, главный офис находится в Олейте (Канзас). Европейское представительство находится в Великобритании.
Основателями компании являются Гари Баррелл (англ. Gary Burrell) и Мин Као (Dr. Min Kao), инженеры, из частей имён которых и состоит название. Идея создания возникла у основателей в 1989 году. За несколько лет предприятие развилось во всемирно известную компанию, штат которой насчитывает тысячи сотрудников.
С 2009 года существует стратегический альянс Garmin Ltd. и тайваньской ASUSTeK Computer Inc., в рамках которого под брендом Garmin-Asus выпускается линейка смартфонов и коммуникаторов Garmin Nüvifone. За 2 года было выпущено 6 моделей таких устройств. 26 октября 2010 года было объявлено о пересмотре совместной бизнес-модели и о том, что новых продуктов под брендом Garmin-Asus больше не будет.
C 2011 года компания Garmin начала продажи навигаторов с функцией получения координат GPS/GLONASS.
В июне 2021 года компания Garmin представила новую модель беговых часов Forerunner 945 LTE, которая получила возможность подключения к сети LTE без смартфона.
В июне 2021 года компания Garmin представила базовые беговые часы Forerunner 55.
18 января 2022 года компания Garmin представила флагманскую линейку Garmin Fenix 7. 